# Caballo Blanco de Uffington

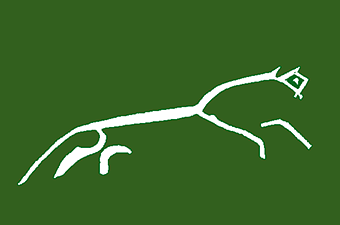
Diseño del Caballo Blanco de Uffington

El Caballo Blanco de Uffington es una figura de colina recortada en el césped de una ladera próxima al pueblo de Uffington, en el Condado de Oxfordshire, Inglaterra, Reino Unido. La figura, de 110 metros de largo, se halla en unas colinas ricas en creta, las White Horse Hills, pertenecientes al distrito de Vale of White Horse, cuya ciudad más importante es Abingdon-on-Thames.

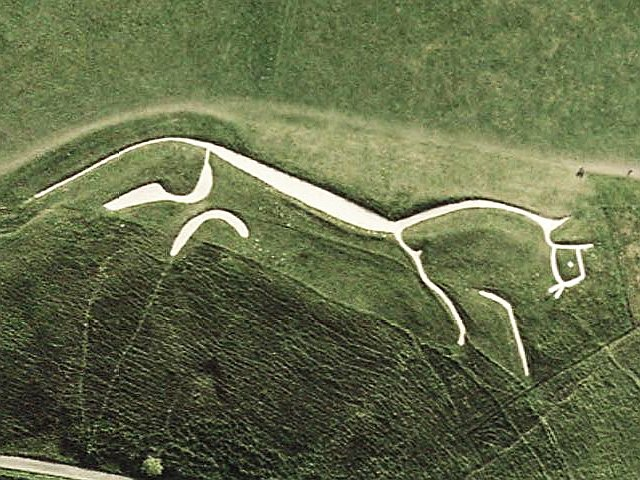
Vista aérea

Las dos ciudades más cercanas son Faringdon (8 km al norte) y Wantage (a una distancia similar en dirección este).
En las cercanías del Caballo Blanco hay muchos yacimientos arqueológicos, como el Castillo de Uffington (restos de un fuerte de la Edad del Hierro), o el túmulo prehistórico de Wayland's Smithy, que se encuentra a 2 km en dirección oeste. No muy lejos discurre The Ridgeway, un antiguo sendero que se considera el camino más viejo de Gran Bretaña, pues está en uso desde el Neolítico.

## Origen
El Caballo Blanco tiene aproximadamente 3000 años de antigüedad.[cita requerida] Data, por tanto, de la Edad del Bronce. Así lo indican los resultados obtenidos a través de la datación óptica (método que permite averiguar durante cuánto tiempo un mineral ha estado expuesto a la luz del día). Es la figura de colina más antigua de Inglaterra. Se han encontrado monedas de la Edad del Hierro que exhiben representaciones del Caballo Blanco.

## Significado

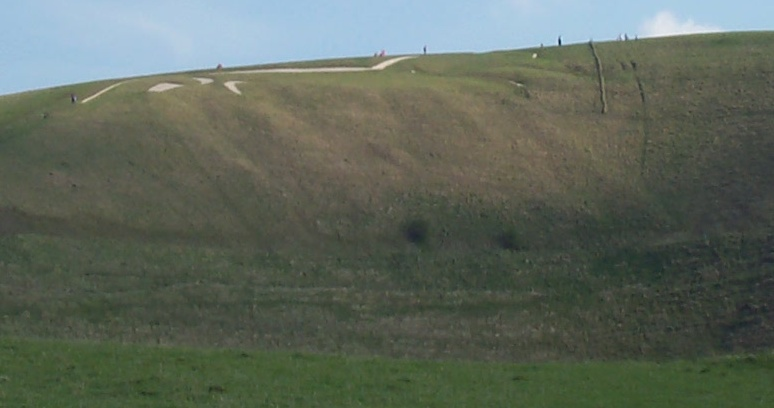
El Caballo Blanco desde el suelo

Se ha discutido mucho acerca de qué representa verdaderamente la figura, ya que está muy estilizada. No está claro si se trata realmente de un caballo o bien de otro animal. Hay textos que describen la imagen como un caballo desde el siglo XI. Un cartulario de Abingdon, escrito por monjes sobre pergamino, alude al mons albi equi (en latín: ‘la colina del caballo blanco’). Se suele creer que el Caballo Blanco es un símbolo tribal relacionado de algún modo con los constructores del Castillo de Uffington. Otra hipótesis sugiere que la figura podría haber actuado como una señal para los viajeros que atravesaban The Ridgeway, anunciando que se vendían o cuidaban caballos en el fuerte.

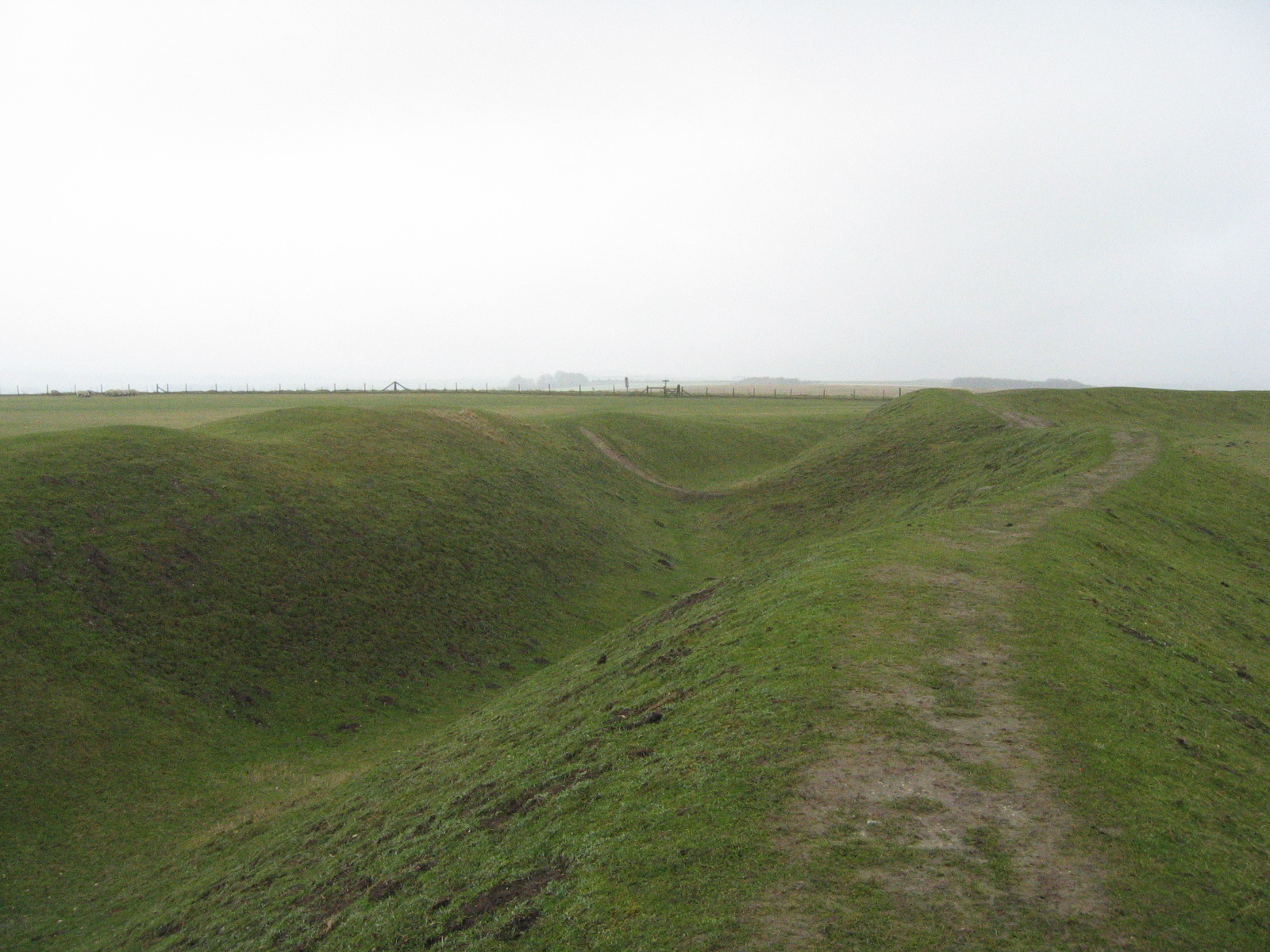
Fosos defensivos del Castillo de Uffington

El folclore local afirma desde hace siglos que es el retrato del dragón vencido por San Jorge en la cercana colina de Dragon Hill.

## Conservación
Hasta finales del siglo XIX, el Caballo Blanco era renovado cada siete años como parte de un festejo local que se celebraba en la colina.
Cuando no es limpiado con regularidad se oscurece fácilmente, por lo que necesita un tratamiento constante para que permanezca visible. En la actualidad su mantenimiento corre a cargo del departamento público English Heritage.